# Маријан ван де Вал
Маријан Ван де Вал (хол. Marian van de Wal) је андорска певачица холандског порекла. Доселила се из Холандије у Андору са супругом, како би отворила пансион.
Године 2005, Маријан је представљала Андору на Песми Евровизије 2005. са песмом „La Mirada Interior“. Песма је на каталонском језику, а њен наслов на српском језику значи „Унутрашњи поглед“.